# إيكاترين جورجودزي
إيكاترين جورجودزي مواليد 3 ديسمبر 1991 في الاتحاد السوفيتي، هي لاعبة كرة مضرب وتحتل حالياً المرتبة 352 (18 يناير 2016) في تصنيف رابطة محترفات كرة المضرب. أعلى تصنيف لها في الفردي كان 307. أعلى تصنيف لها في الزوجي كان 152.

## النهائيات

### الفردي (8–13)
| الحصيلة | الرقم | التاريخ        | الدورة            | الأرضية | المنافس           | النتيجة            |
| ------- | ----- | -------------- | ----------------- | ------- | ----------------- | ------------------ |
| الوصافة | 1.    | 11 سبتمبر 2006 | تبليسي، جورجيا    | صلبة    | فارفارا غالانينا  | 3–6, 4–6           |
| الوصافة | 2.    | 9 يونيو 2008   | إسطنبول، تركيا    | صلبة    | بيمرا أوزجن       | 4–6, 6–7(1–7)      |
| الوصافة | 3.    | 6 أكتوبر 2008  | برشلونة، إسبانيا  | ترابية  | سامانثا شوفل      | 2–6, 1–6           |
| الوصافة | 4.    | 5 أبريل 2010   | العين السخنة، مصر | ترابية  | مارتا سيروتكينا   | 3–6, 1–6           |
| الفوز   | 1.    | 31 يناير 2011  | مايوركا، إسبانيا  | ترابية  | صوفيا كوفالتس     | 6–4, 6–2           |
| الفوز   | 2.    | 28 مارس 2011   | أنطاليا، تركيا    | ترابية  | إيزابيلا شينيكوفا | 6–1, 6–3           |
| الوصافة | 5.    | 25 أبريل 2011  | أنطاليا، تركيا    | صلبة    | يانا بوشينا       | 3–6, 4–6           |
| الفوز   | 3.    | 27 أغسطس 2012  | روتردام، هولندا   | ترابية  | ليزلي كيرخوف      | 7–6(7–5), 2–6, 6–4 |

## روابط خارجية
- إيكاترين جورجودزي على موقع رابطة محترفات التنس (الإنجليزية)
- إيكاترين جورجودزي على موقع الاتحاد الدولي لكرة المضرب (الإنجليزية)
- إيكاترين جورجودزي على موقع كأس بيلي جين كينغ (الإنجليزية)
- إيكاترين جورجودزي على موقع خلاصة التنس.كوم (الإنجليزية)
- إيكاترين جورجودزي على موقع إي إس بي إن.كوم (الإنجليزية)